# Beni Malek
Beni Malek (en àrab بني مالك. Banī Mālik; en amazic ⴱⵏⵉ ⵎⴰⵍⴽ) és una comuna rural de la província de Kénitra, a la regió de Rabat-Salé-Kenitra, al Marroc. Segons el cens de 2014 tenia una població total de 26.098 persones.